# 29832 Steinwehr
29832 Steinwehr este un asteroid din centura principală de asteroizi.

## Descriere
29832 Steinwehr este un asteroid din centura principală de asteroizi. A fost descoperit pe 15 martie 1999 la Socorro, New Mexico, în cadrul proiectului LINEAR. Asteroidul prezintă o orbită caracterizată de o semiaxă mare de 2,61 ua, o excentricitate de 0,11 și o înclinație de 5,1° în raport cu ecliptica.